# Diaphananthe sanfordiana
Espèce
Synonymes
- Diaphananthe pellucida subsp. sanfordiana (Szlach. & Olszewski) R.Rice[1]

Diaphananthe sanfordiana Szlach. & Olszewski est une espèce de plantes à fleurs de la famille des Orchidaceae et du genre Diaphananthe, très rare, endémique du Cameroun.

## Description
C'est une plante herbacée avec une tige courte de 10 cm. Les feuilles sont au nombre de 6, légèrement falciformes, coriaces, lisses, légèrement brillantes, inégalement bilobées au sommet, à lobes falciformes. Les inflorescences sont denses, atteignant 18 cm de longueur, composées de 15 fleurs, pendantes. Les fleurs sont disposées en spirales, unique à chaque nœud. Les bractées florales sont minces, glabres, concaves. Le labelle est transversalement elliptique, large à la base et tronqué au sommet. On note la présence d'un callus à la gorge de l’éperon. L'éperon est plus long que le labelle, incurvé.[style à revoir]

## Distribution
Elle a d'abord été observée au Cameroun en 1961-1962, sur un seul site, le mont Fébé (Yaoundé), où elle pourrait être éteinte. Par la suite elle a également été signalée au Gabon, entre Oyem et Mitzic.

## Écologie
Elle est probablement ripicole.